# Leidsche Courant
De Leidse Courant was een krant die van 1688 tot 1992 werd uitgegeven; aanvankelijk in Leiden en omgeving. Eind 20e eeuw verscheen de krant in geheel Zuid-Holland, in combinatie met het Haagse dagblad Het Binnenhof.

## Naam
- Leydse Courant, voor 1824
- Leydsche Courant, 1824
- Leidsche Courant, vanaf 1870
- De Leidse Courant, Katholiek dagblad voor Leiden en omstreken, t/m 1966
- De Leidse Courant, dagblad voor Leiden en omstreken, t/m april 1974
- Leidse Courant, dagblad voor Zuid-Holland

## Geschiedenis

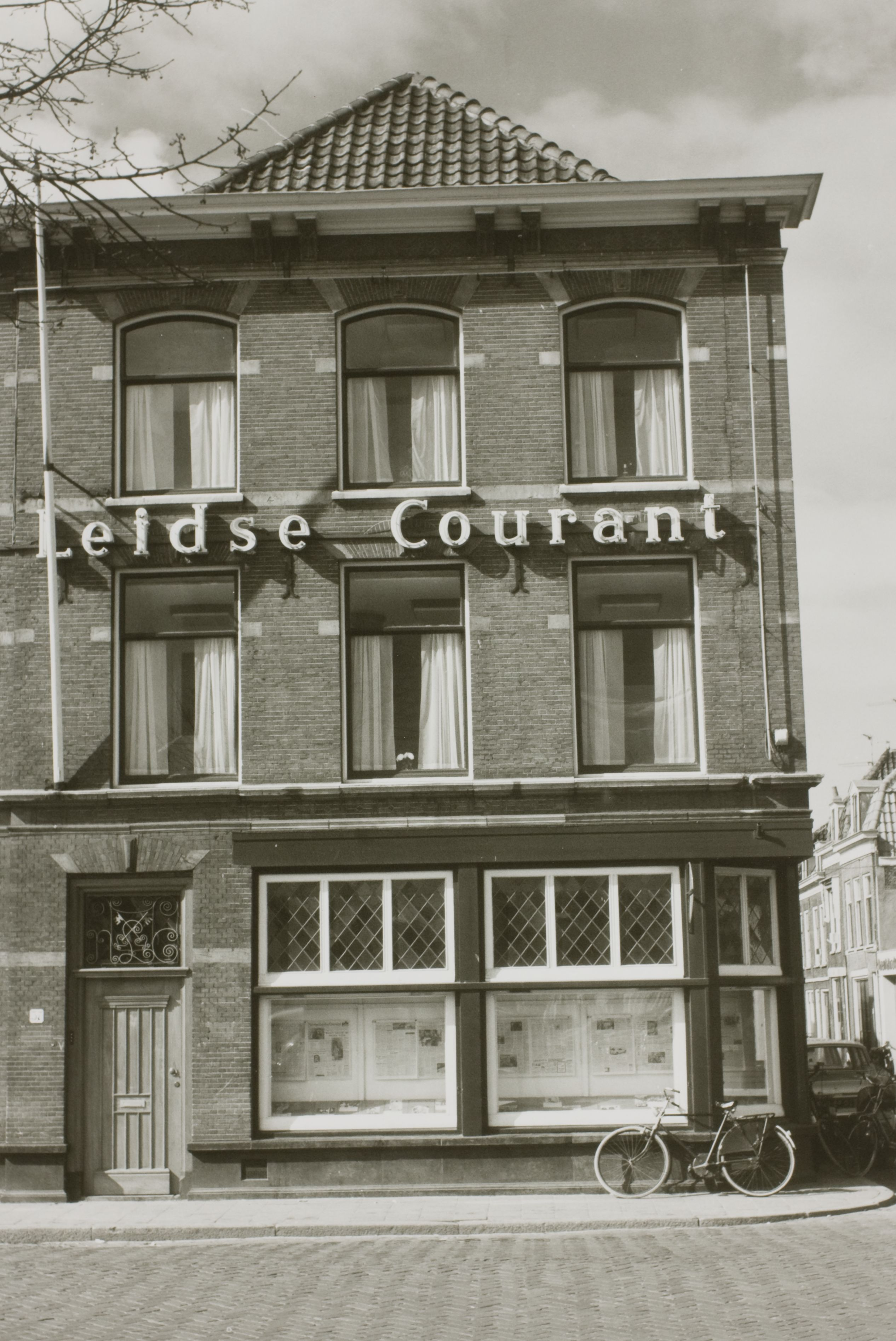
Steenstraat 37, Leiden - redactie Nieuwe Leidse Courant 1970

De Leidsche Courant verscheen voor het eerst in 1688 en was daarmee een van de eerste kranten ter wereld. De frequentie is niet altijd dagelijks geweest: tot 1870 verscheen de krant alleen op maandag, woensdag en vrijdag.

Lange tijd was de uitgever Anthony de Klopper & Zoon aan de Breede Straat. Vanaf het begin van de twintigste eeuw was het bureau gevestigd aan de Oude Singel 54.
De prijs van de krant bedroeg in 1845 12 gulden per jaar of 10 cent voor losse nummers. Advertenties kostten 25 cent per regel (niet-commercieel: 10 cent).
In 1909 was de abonnementsprijs voor een week 9 cent, voor een kwartaal f 1,30. Voor 20 cent extra werd de krant opgestuurd. Losse nummers waren 2½ cent. Vanaf 1910 werd ook een Geïllustreerd Zondagsblad uitgegeven voor 5 cent. Het abonnementsgeld was inclusief een polis ongevallenverzekering.
Op 1 oktober 1914 verhuisde de krant naar Steenschuur 15 en werd de abonnementsprijs verhoogd naar 10 cent per week. De krant bleef ook gedurende de Tweede Wereldoorlog in dit pand gevestigd.
De katholieke signatuur van de krant had soms zijn voordelen. Zo kreeg de krant vaak via de kerk de namen op van aanstaande huwelijken, en kregen de jonggehuwden een proefabonnement.
In juni 1972 kosten losse nummers 35 cent. Een weekabonnement was toen f 1,83, een jaarabonnement f 91,55. De prijs van een los nummer steeg snel. In januari 1974 werd de prijs van een los nummer verhoogd van 35 naar 40 cent, in juni naar 45 cent, in januari 1975 naar 50 cent, en in juni 1976 naar 55 cent.
Tot eind 1971 kon de krant ook per post toegezonden worden.
De krant had nog 14.000 abonnees toen hij in 1992 werd opgeheven.

## Redactie
In het begin vermeldde de krant niet wie deel uitmaakten van de redactie.
- Hoofdredacteur L.C.J. Roozen (o.a. in 1955 - 1966 of later), chef-redacteur H.P.M. Heruer
- Hoofdredacteur P.J. Plug (maart 1970 - ?), adjunct J.J. Hallewas (nov.1974-?), chef-redacteur H.P.M. Heruer, in april 1974 opgevolgd door J.W.C. Leune
- Hoofdredacteur J.J. Hallewas, chef-redacteur J.W.C. Leune, in juni 1976) opgevolgd door Wim Buijteweg (tot 1980 of langer)